# European Ais Database
Pour les articles homonymes, voir EAD.
La base de données AIS Européenne (EAD - European AIS database) est une base de données de référence centralisée contenant des informations aéronautiques de qualité. Elle est développée par Eurocontrol pour ses États membres.